# Henrik Smith-Meyer
Henrik Smith-Meyer (Bærum, 1965) è un ex sciatore alpino norvegese.

## Biografia
Specialista delle prove tecniche originario di Lommedalen, Smith-Meyer partecipò ai Mondiali juniores di Sestriere 1983, classificandosi 7º nello slalom gigante e 5º nello slalom speciale, e ai Campionati norvegesi vinse la medaglia di bronzo nello slalom speciale nel 1983 e quella d'argento nella medesima specialità nel 1984; in seguitò gareggiò nel circuito universitario nordamericano (NCAA). Non prese parte a rassegne olimpiche né ottenne piazzamenti in Coppa del Mondo o ai Campionati mondiali.

## Palmarès

### Campionati norvegesi
- 2 medaglie (dati dalla stagione 1982-1983):
  -  1 argento (slalom speciale nel 1984)
  -  1 bronzo (slalom speciale nel 1983)[senza fonte]